# جيري جودا
جيري جودا (بالإنجليزية: Gerry Judah)‏ هو نحات بريطاني، ولد في 30 يوليو 1951 في كلكتا في الهند.

## وصلات خارجية
- الموقع الرسمي